# Ischnoptera bilunata
Ischnoptera bilunata es una especie de cucaracha del género Ischnoptera, familia Ectobiidae. Fue descrita científicamente por Saussure en 1869.
Habita en Bolivia, Paraguay, Argentina, Brasil y los Estados Unidos (Florida).